# Transgelin
Transgelin‏ (Transgelin) هوَ بروتين يُشَفر بواسطة جين Transgelin في الإنسان.